# هشام شريف
هشام شريف (1991الجزائر) هو لاعب كرة قدم جزائري.

## روابط خارجية
- هشام شريف على موقع قاعدة بيانات كرة القدم.إي يو (الإنجليزية)
- هشام شريف على موقع Soccerway.com (الإنجليزية)